# Comitatul Rockdale, Georgia
Comitatul Rockdale (în engleză Rockdale County) este unul din cele 159 comitate ale statului american Georgia. Sediul comitatului este localitatea Conyers, care are statutul de oraș, localitate urbană de ordin întâi (în engleză city).
Conform recensământului din anul 2000, populația sa a fost 70.111 locuitori , cu o densitate de 207,4 loc./km². Situat în partea central-nordică a statului, comitatul a fost fondat în octombrie 1870 și ocupă o suprafață de circa 342 km², dintre care 4 km² este apă.
Comitatul Rockdale se învecinează cu comitatele Walton, Newton, Henry DeKalb și Gwininnett, toate situate în statul Georgia.

## Demografie
|  | Graficele sunt indisponibile din cauza unor probleme tehnice. Mai multe informații se găsesc la Phabricator și la wiki-ul MediaWiki. |

Date: Wikidata - grafică realizată de Wikipedia

## Localități
| - Conyers - Ebenezer - Honey Creek - Lakeview Estates | - Magnet - Milstead - Pleasant Hill | - Princeton - Salem - Smyrna | - Union Grove - Zingara - Oak Hill |